# Federleuchtkäfer

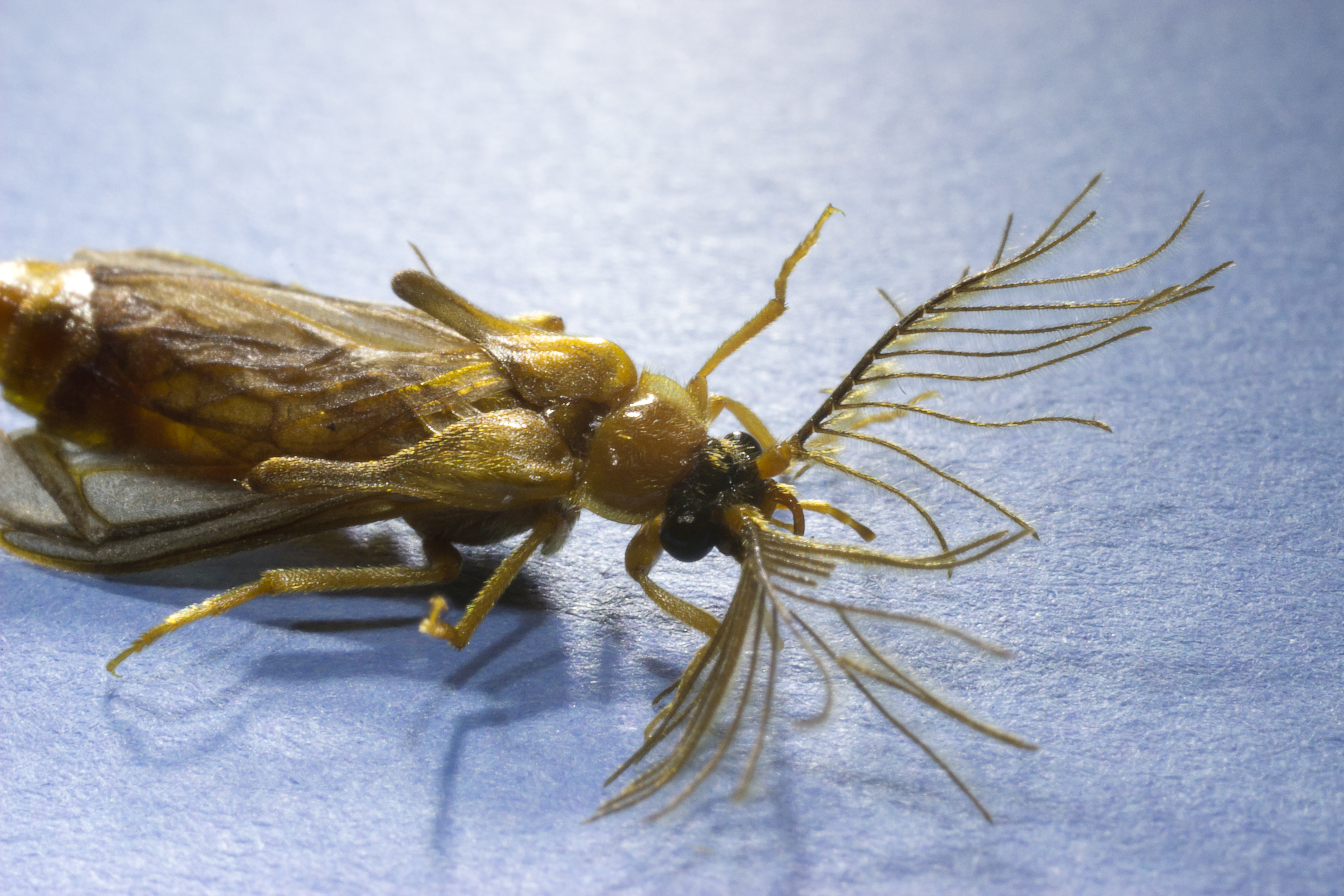
Federleuchtkäfer (Phengodes plumosa ?)

Die Federleuchtkäfer (Phengodidae) sind eine Familie der Käfer (Coleoptera).

## Merkmale
Die Federleuchtkäfer sind nahe verwandt mit den Leuchtkäfern und besitzen wie diese meist auch Leuchtorgane. Die Weibchen sind flügellos und von larvenartiger Gestalt, ihre Leuchtorgane sind wie die der Larven als seitliche Reihen am Hinterleib angeordnet und senden gelbes oder grünes Licht aus. Am Kopf befindet sich manchmal ebenfalls ein Leuchtorgan, das mit rotem Licht eine ziemlich ungewöhnliche Lichtfarbe aussendet.
Die Männchen sind kleiner als die Weibchen, geflügelt, und besitzen gefiederte Fühler, daher der deutsche Name der Familie. Sie sind in der Lage, aktiv die Weibchen aufzusuchen, von denen sie durch Pheromone und Lichtsignale angelockt werden. Oft fliegen die kurzlebigen Männchen, die vermutlich keine Nahrung zu sich nehmen, künstliche Lichtquellen an. Bei einigen Arten besitzen auch die Männchen Leuchtorgane.

## Lebensweise
Die Larven leben im Bodenstreu und ernähren sich räuberisch von verschiedenen Gliedertieren, dabei anscheinend bevorzugt von Doppelfüßern.

## Systematik
Weltweit gibt es etwa 170 Arten aus dieser Familie, die meisten davon im tropischen Amerika, das Verbreitungsgebiet reicht vom südlichen Kanada bis Chile. Auch in Afrika kommen einige Arten vor.

### Gattungen
- Acladocera
- Adendrocera
- Brasilocerus
- Cenophengus
- Cephalophrixothorax
- Decamastinocerus
- Distremocephalus
- Eurymastinocerus
- Euryognathus
- Euryopa
- Howdenia
- Mastinocerus
- Mastinomorphus
- Mastinowittmerus
- Microphengodes
- Neophengus
- Nephromma
- Oxymastinocerus
- Paramastinocerus
- Paraptorthodius
- Penicillophorus
- Phengodes
- Phrixothrix
- Pseudomastinocerus
- Pseudophengodes
- Ptorthodiellus
- Ptorthodius
- Spangleriella
- Steneuryopa
- Stenocladius
- Stenophrixothrix
- Taximastinocerus
- Zarhipis